# Adam Fiut

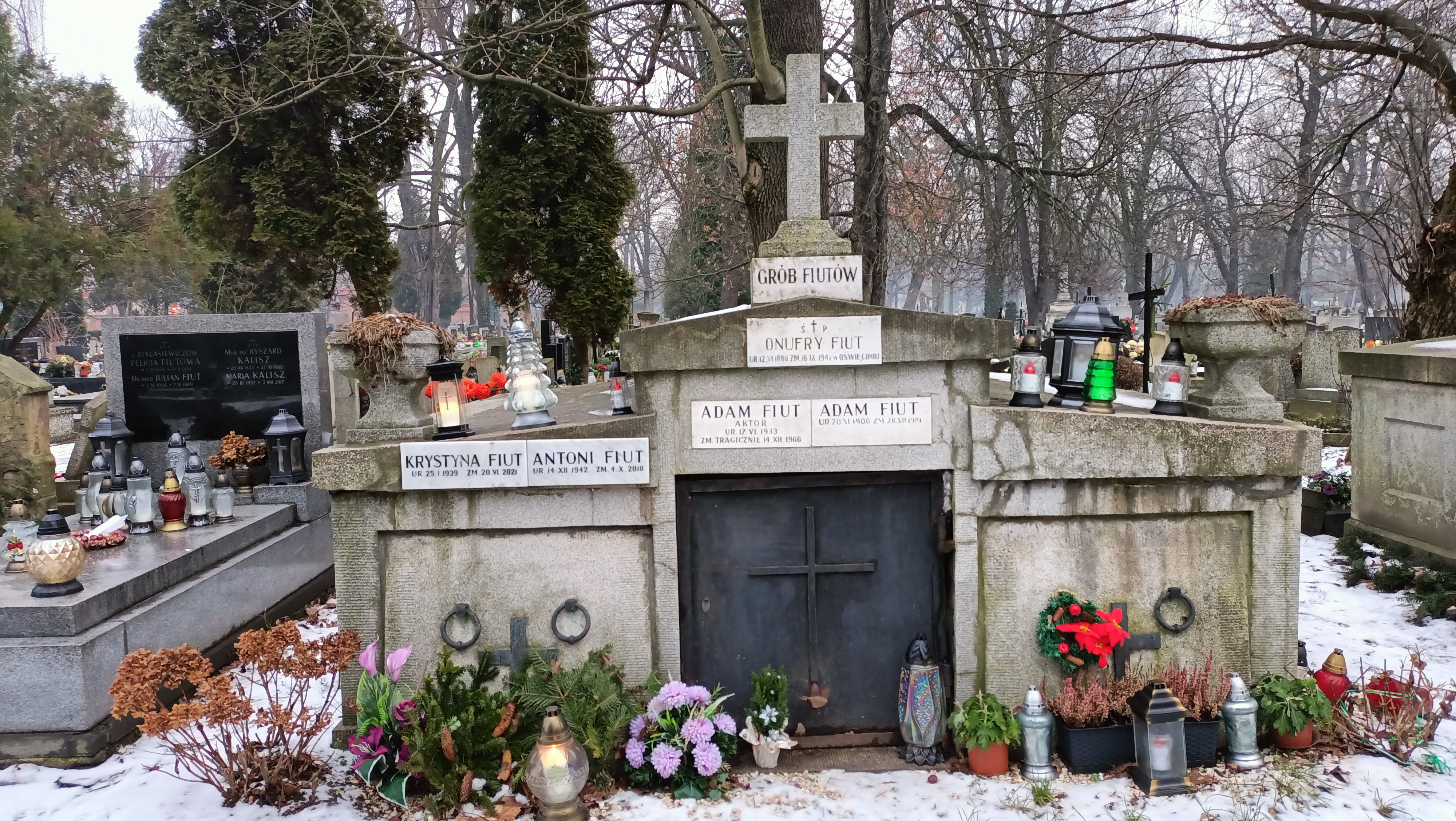
Grób Adama Fiuta na Cmentarzu Rakowickim w Krakowie

Adam Onufry Fiut (ur. 17 czerwca 1933 w Krakowie, zm. 14 grudnia 1966 k. Lubnia) – polski aktor filmowy i teatralny.

## Życiorys
Studiował w Państwowej Wyższej Szkole Teatralnej w Krakowie, naukę ukończył w 1957. Występował na scenach Teatru Polskiego w Bielsku-Białej i Cieszynie, Teatru Powszechnego im. Stanisławy Wysockiej w Krakowie, Teatru Rozmaitości w Krakowie.
Zginął, gdy wraz z innymi osobami personelu krakowskiego Teatru Rozmaitości uległ wypadkowi drogowemu na Zakopiance pod Lubniem k. Myślenic, w drodze na spektakl w Zakopanem. W zderzeniu dwóch autobusów zginęli obaj kierowcy i sześć osób z zespołu teatralnego, w tym m.in. Jan Zieliński. Został pochowany na cmentarzu Rakowickim w Krakowie.

## Filmografia
| Rok  | Tytuł filmu       | Rola               |
| ---- | ----------------- | ------------------ |
| 1955 | Rower             | Sprzedawca roweru  |
| 1956 | Koniec nocy       | Filip Janik        |
| 1957 | Spotkania         | Wiktor             |
| 1957 | Zagubione uczucia | Maniek, szef bandy |

| Rok  | Tytuł filmu        | Rola               |
| ---- | ------------------ | ------------------ |
| 2010 | Cracow by Polanski | Adam Fiut (on sam) |